# The Lodger: A Story of the London Fog
The Lodger: A Story of the London Fog (en Argentina y en Venezuela, El inquilino; en España, El enemigo de las rubias) es la tercera película muda dirigida por Alfred Hitchcock. Fue estrenada en 1927. 
Está basada en la novela de Marie Belloc Lowndes The Lodger, así como en la obra de teatro sobre los asesinatos cometidos por Jack el Destripador Who Is He?, escrita en parte también por ella. 
Este es el primer filme de Hitchcock en el que aparecen sus luego clásicos cameos. Según los críticos (y el propio director), es la primera película realmente hitchcockiana.

## Antecedentes de la obra
El texto escrito por la señora Lownes fue publicado en 1911, y configuró la inicial obra de ficción que tuvo por tema de fondo las andanzas del asesino serial conocido como "Jack el Destripador".
La trama aludía a una pareja de ancianos arrendadores que alquilaron una habitación a un joven estudiante de apariencia amable e inofensiva. Sin embargo y al poco tiempo, los caseros advertirían que su inquilino exhibía costumbres extrañas y que llegaba a horas tardías de la noche sin dar explicaciones razonables, mientras a su alrededor se sucedían misteriosos asesinatos de mujeres.
Según el relato, el estudiante de veterinaria sospechoso de ser el criminal había extraviado en forma definitiva su razón una vez perpetrado el homicidio de Mary Jane Kelly (9 de noviembre de 1888). Sus padres posteriormente vinieron a buscarlo a Londres y lo trasladaron a la localidad balnearia de Bournemouth, de la cual eran oriundos. Allí el joven terminó recluido en un hospital psiquiátrico.
La autora señaló a la prensa que la fuente de inspiración la había extraído de un relato que oyera por casualidad y donde, a modo de leyenda urbana, se propalaba esta versión.
También se insistió en que el generador del rumor fue el juvenil y promisorio pintor impresionista Walter Richard Sickert. Este artista solía repetir esa anécdota en las reuniones sociales a las cuales acudía, y pretendía haberse alojado en la misma pensión donde viviera el sospechoso y haberse enterado del caso por boca de los ancianos arrendadores.
Walter Sickert fue considerado, a su vez, sospechoso de ser el verdadero asesino de Whitechapel por escritores posteriores, destacándose el ensayo Retrato de un asesino: Jack el Destripador, Caso Cerrado de la popular autora de novelas policíacas Patricia Cornwell.